# Dům Dalibor
Dům Dalibor, znám pod jménem Zlatý kanón či pouze Kanón, původně německy Kanone, se nachází v Městské památkové zóně Karlových Varů, v lázeňské části města na Staré louce 326/64. 

## Historie
Informační dlaždice v chodníku před vstupem do objektu uvádí datum původní výstavby rok 1771.
Dům Zlatý kanón patřil historicky rodině Mattoni. Nejznámějším členem rodiny byl Heinrich Mattoni, císařský rada, člen c. k. rakouské rady pro železnici, majitel panství Gießhübl-Sauerbrun (nyní Kyselka), podnikatel a průmyslník, dvorní dodavatel minerální vody, dodnes proslavený svoji Mattoniho Kysibelkou. V roce 1869 se rozhodl svůj starý dům přestavět a přistavět ještě čtvrté patro. Autor projektu dosud není znám.
Po smrti Heinricha Mattoniho v roce 1910 nechala dům upravit jeho dcera Wilhelmine Mattoni (v rodině zvána Mina), kdy ke dvornímu traktu dala vestavět elektrický výtah firmy Wertheim & Comp. z Vídně, podle projektu karlovarského architekta a stavitele Alfreda Bayera. V roce 1929 již za nového majitele Hanse Güntera provedl dvorní přístavbu karlovarský architekt Karl Ernstberger.

## Ze současnosti
V roce 2014 byl dům uveden v Programu regenerace Městské památkové zóny Karlovy Vary 2014–2024 v části II. (tabulková část 1–5 Přehledy) v Seznamu památkově hodnotných objektů na území MPZ Karlovy Vary a jejich aktuální stav s vyjádřením nevyhovující.
V současnosti (duben 2023) je budova evidována jako objekt k bydlení ve vlastnictví společnosti Z-PRINC GOLD, s.r.o.

## Popis
Pětipodlažní rohový dům s mansardovou nástavbou, sedmiosým uličním průčelím s dvěma menšími balkony ve druhém patře, se nachází v lázeňské části Karlových Varů, na levém břehu řeky Teplé, téměř na konci promenádní ulice Stará louka.
Objetk si uchoval svoji podobu z romantického období historizujících stylů. Pod vrchní omítkou lze nalézt ještě i pozdně klasicistní omítky.